# Pyörtiäinen
Pyörtiäinen är en sjö i Finland. Den ligger i kommunen Ranua i landskapet Lappland, i den norra delen av landet, 700 km norr om huvudstaden Helsingfors. Pyörtiäinen ligger 191 meter över havet. Arean är 13,2 hektar och strandlinjen är 3,1 kilometer lång. Sjön  ingår i Simo älvs huvudavrinningsområde. 